# 亞當·瓊斯 (橄欖球)
亞當·瓊斯（英語：Adam Jones；1981年3月8日—）是一位威爾斯橄欖球運動員。他是威爾斯國家橄欖球隊的一員，代表威爾斯參加了2014年橄欖球六國賽的比賽。